# Centaurium barrelieroides
Centaurium barrelieroides är en gentianaväxtart som beskrevs av Carlos Pau. Centaurium barrelieroides ingår i släktet aruner, och familjen gentianaväxter. Inga underarter finns listade i Catalogue of Life.